# Étoupe

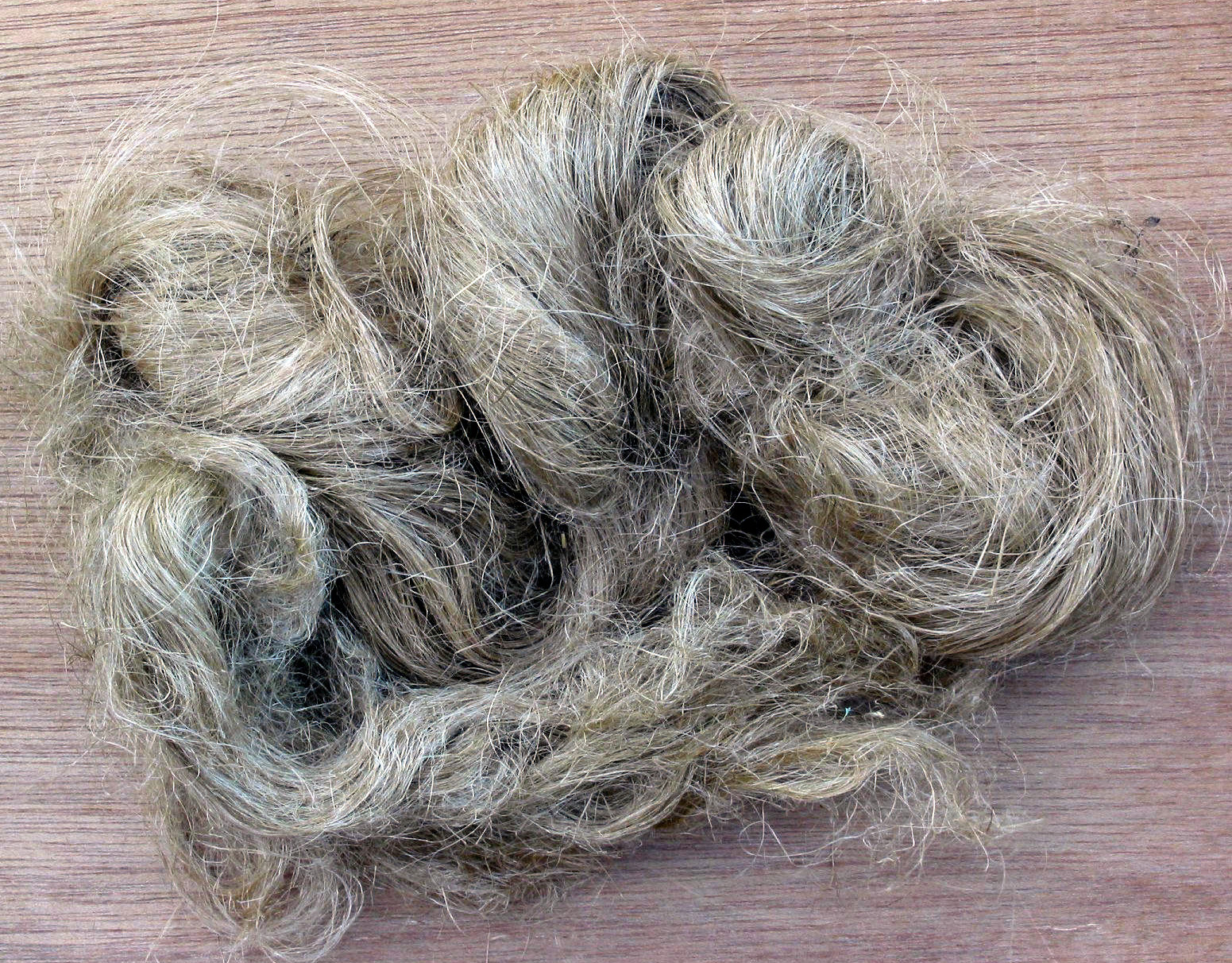
Étoupe, ou bourre de chanvre.

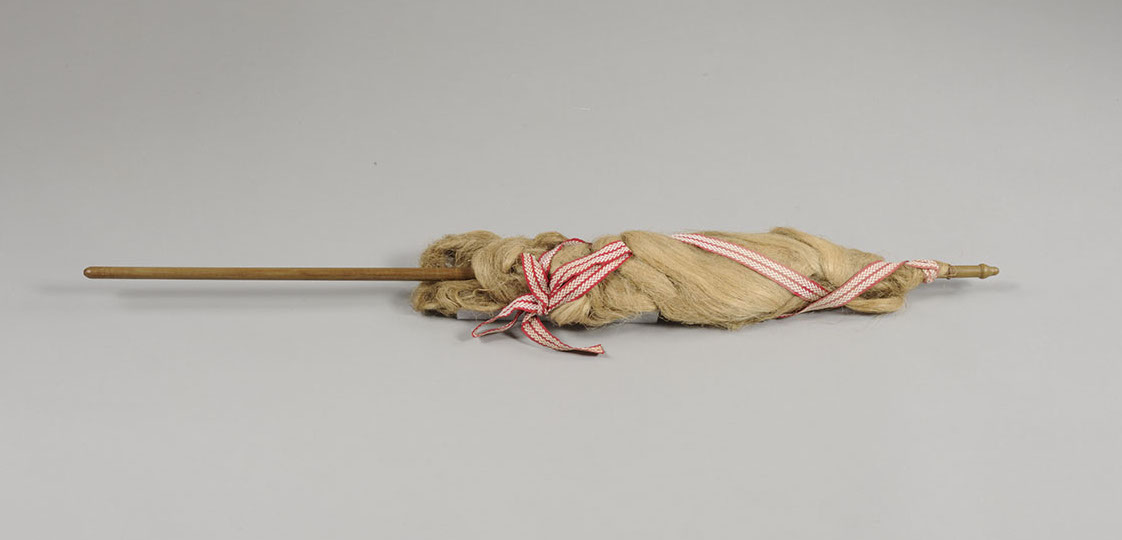
« Quenouille en bois avec étoupe sur la partie supérieure. L’étoupe est fixée grâce à un ruban rouge et blanc. » Musées départementaux de la Haute-Saône

L'étoupe (du latin stuppa,-ae (f)) est un sous-produit fibreux non tissé issu essentiellement du travail du chanvre ou du lin. 
Ce sous-produit est depuis longtemps utilisé :
- Dans la construction des bateaux en bois, l'étoupe sert depuis longtemps à colmater les interstices entre les planches pour rendre l'embarcation étanche, ce que l'on appelle calfatage. Le nom de presse-étoupe est resté à toute une gamme de systèmes destinés à assurer l'étanchéité ainsi qu'un minimum de tenue mécanique à tout câble, tube, traversant une cloison étanche ou non;
- Elle était utilisée pour la fabrication de mèches de fusil, d'où l'origine probable du nom « d'étoupille » donné à l'artifice moderne destiné à mettre le feu aux munitions d'artillerie, aux articles pyrotechniques ou aux fusées à combustible solide;
- Elle semble servir dans les techniques de production de feu en fixant les étincelles produites par diverses techniques (friction, percussion, silex, briquets à percussion, ...) pour allumer le combustible. Elle est une alternative à l'amadou;
- On brûle un morceau d'étoupe en prononçant ces mots lors du couronnement du pape : Sic transit gloria mundi.
- Elle sert toujours comme joint en plomberie et en mécanique dans les presse-étoupe.

## Étoupe de marine

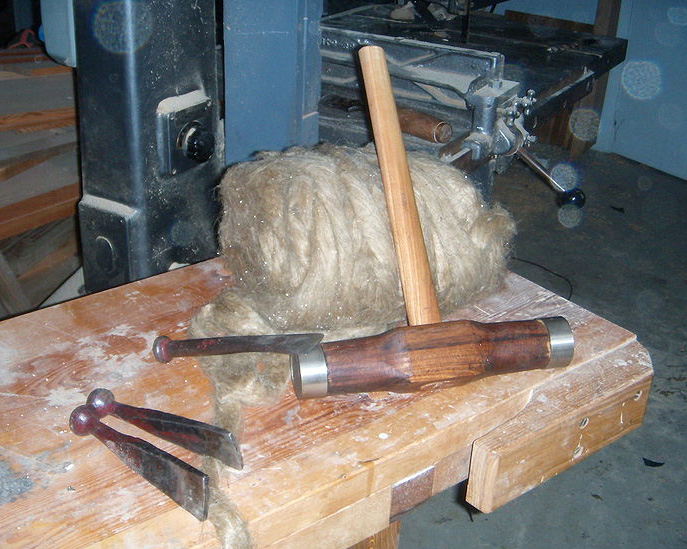
Outils de calfatage avec étoupe

L'étoupe de marine pouvait consister en:
- du chanvre qui reste sur le peigne (en anglais tow);
- de la charpie tirée de vieux cordages qu'on sépare en torons pour les remettre en état de chanvre et en former une seconde espèce d'étoupe (en anglais, oakum).

Lorsque les cordages dépecés ont été goudronnés, l'étoupe qui en résulte est nommée étoupe noire ou goudronnée, (en anglais, tarred oakum) autrement elle est nommée étoupe blanche (en anglais, white oakum). Celle ci sert à faire des matelas des bastingages pour les vaisseaux , etc. La noire est roulée en cordons de 2 pouces de circonférence pour servir à calfater les vaisseaux, on l'appelle aussi étoupe tournée ou filée. On dit qu'un vaisseau crache ses étoupes lorsque celles-ci sont chassées du vide qu'elles remplissaient dans l'intervalle de ses bordages par l'effet des grands mouvements de roulis et de tangage, ou par le rétreint du bois,   particulièrement lors d'une mise au sec prolongée provoquant l'évacuation de l'humidité du bois. L'eau entre alors facilement à l'intérieur du bâtiment et le menace de manière plus ou moins importante.